# 府城海南溪蟹
府城海南溪蟹（学名：Hainanpotamon fuchengense）为溪蟹科海南溪蟹属的动物，主要分布于海南岛，常栖息于溪流两岸的泥洞中或石下。其生存的海拔范围为50至200米。